# Eems Boys
Eems Boys was een op 1 juni 1952 opgerichte amateurvoetbalvereniging uit Delfzijl, provincie Groningen, Nederland. De outfit bestond uit een groen shirt met witte broek. De thuiswedstrijden werden op “ Sportpark Centrum” gespeeld. In 2014 fuseerde de club met VV Neptunia tot NEC Delfzijl. De jeugd van beide verenigingen speelden sinds 2012/13 al gezamenlijk onder de naam SJO NEC Delfzijl.
Het standaardelftal van de club speelde de laatste drie seizoenen (2011/12-2013/14) in de Derde klasse zaterdag van het district Noord, na degradatie in het seizoen 2010/11 uit de Tweede klasse. In deze klasse kwam het tussen 1996/97-2010/11 veertien seizoen uit met een onderbreking in het seizoen 2008/09 toen het een seizoen uitkwam in de Eerste klasse, tevens het hoogste niveau waarop het uitkwam.

## Geschiedenis
De club werd opgericht op 1 juni 1952 als afsplitsing van VV Neptunia. Oorspronkelijk was de club de zaterdagafdeling van die club, maar onenigheid over de verdeling van de baten leidde tot een afsplitsing. Na zes seizoenen van het eerste elftal in de Vierde klasse KNVB volgde in 1958 degradatie naar de Groninger Voetbal Bond. Na twee jaar volgde er weer promotie naar de 4e klasse van de KNVB. Het eerste elftal van Eems Boys verbleef het grootste deel van de jaren zestig in deze klasse. Aan het eind van dit decennium was er een goede lichting spelers. In 1967 won Eemsboys de beslissingswedstrijd in Appingedam om het kampioenschap van 4C tegen LVC uit Loppersum. Hierdoor werd promotie naar de derde klasse behaald. Het jaar erop werd de club kampioen in 3B en promoveerde naar de tweede klasse. Destijds het hoogst haalbare niveau in de zaterdagafdeling. Ondanks dit succes weet het team zich niet te handhaven, het eindigt op de laatste plaats en degradeert direct terug naar de derde klasse.
In de eerste helft van de jaren zeventig speelt het eerste een bescheiden rol in de 3e klasse KNVB. Tot 1975 weet men zich te handhaven. In 1975 echter volgt degradatie naar de vierde klasse. In 1979 volgt wederom promotie, het verblijf is echter van korte duur. Na een seizoen volgt wederom degradatie. In 1984 wordt echter wederom promotie afgedwongen. Het seizoen erop eindigt de club zelfs als vijfde in de derde klasse. Dit elftal was wederom een goede lichting spelers, waarvan enkele zelfs doorstroomden naar het betaald voetbal. Als gevolg van het vertrek van deze spelers had de club het zwaar in de derde klasse eind jaren tachtig. Toch wist men zich elk seizoen te handhaven, vaak op de laatste speeldag. In het begin van de jaren negentig degradeerde het eerste elftal. Enkele seizoenen later kwam de kentering. In 1996/97 kwam de club in de tweede klasse terecht doordat in 1996/97 de Zaterdag hoofdklasse werd ingevoerd door middel van herbenoeming van de klassen (1e werd HK, 2e werd 1e en 3e werd 2e klasse).
In het seizoen 2007/08 werd promotie naar de Eerste klasse via de nacompetitie behaald en werd de halve finale van de districtsbeker bereikt. Hierin werd met 1-2 verloren van hoofdklasser Be Quick 1887. Deze prestatie had tot gevolg dat de club een seizoen later mocht uitkomen in het KNVB bekertoernooi waar het in de eerste ronde thuis werd uitgeschakeld door EHC uit Hoensbroek. In het seizoen 2008/09 degradeerde de club direct terug naar de Tweede klasse. In 2010/11 volgde de laatste degradtie van de club tot aan de fusie.

## Bekende spelers
Eems Boys heeft enkele bekende spelers voortgebracht. In de jaren tachtig was er Barend Beltman, die naar FC Groningen vertrok. Naar FC Groningen vertrokken ook Delano Jozefzoon en Gert Jan Beltman. Ook Ronald Goossensen was een Eems Boys speler die het tot prof schopte. Hij speelde voor sc Heerenveen. Recenter was er Pong Clemencia die een tijd bij BV Veendam heeft gespeeld.

## Competitieresultaten 1953–2014
| 6 4C |

| 7 4C |

| 6 4C |

| 5 4C |

| 8 4C |

| 8 4C |

|  |

|  |

| 2 4C |

| 7 4C |

| 5 4C |

| 5 4C |

| 7 4C |

| 7 4C |

| 1 4C |

| 1 3B |

| 11 2E |

| 8 3B |

| 6 3B |

| 3 3B |

| 6 3B |

| 3 3B |

| 12 3B |

| 2 4C |

| 7 4C |

| 11 4C |

| 2 4C |

| 11 3B |

| 11 4C |

| 5 4C |

| 3 4C |

| 1 4C |

| 5 3B |

| 10 3B |

| 9 3B |

| 10 3B |

| 10 3B |

| 10 3B |

| 8 3B |

| 11 3B |

| 4 4C |

| 10 3B |

| 3 3B |

| 2 3B |

| 7 2K |

| 3 2L |

| 3 2L |

| 6 2L |

| 9 2L |

| 7 2L |

| 7 2L |

| 3 2L |

| 5 2L |

| 6 2L |

| 7 2L |

| 2 2J |

| 11 1E |

| 9 2J |

| 3 2J |

| 9 3C |

| 6 3C |

| 7 3C |

| Eerste klasse | Tweede klasse | Derde klasse | Vierde klasse |

In elke staaf van de grafiek staat van boven naar beneden vermeld: 
- Eindnotering

Dit is de positie die de club heeft bereikt in de competitie, zonder eventuele beslissings-, play-off- of nacompetitiewedstrijden die nodig zijn geweest om bijvoorbeeld de kampioen van de competitie te bepalen.
Indien een * achter het getal staat is de notering een tussenstand en kan het zijn dat de notering niet overeenkomt met de uiteindelijke eindstand van de competitie.
Staat er een - dan is het seizoen nog bezig en is er geen definitieve uitslag bekend.
Staat er xx op de positie van de notering, dan heeft de club vroegtijdig de competitie verlaten. Dit kan onder andere komen door terugtrekking van het team, faillissement van de club of door een uitgedeelde straf van de KNVB. In veel gevallen staat elders in het artikel de reden vermeld.
Staat er een ? dan is het resultaat uit het verleden onbekend, en is alleen de competitie of het niveau bekend van dat seizoen.
In de seizoenen 2019/20 en 2020/21 werd wegens de coronacrisis het amateurvoetbal afgebroken. Daardoor kennen deze staven geen eindklassering (middels -- weergegeven).
- Competitieniveau en afdelingsletter of Officiële eindstand Eredivisie
  - Competitieniveau en afdelingsletter

Hierbij geeft het getal het niveau weer, dat ook terug te vinden is in de legenda. De letter is de afdelingsaanduiding en wordt gebruikt wanneer er meer afdelingen zijn op hetzelfde niveau. De afdelingsletter is altijd een hoofdletter en wordt meestal zonder nummer gebruikt.
Voorbeeld: 2F is niveau 2e klasse competitie F.
Het competitieniveau en nummer wordt niet vermeld wanneer er slechts één competitie van dit niveau was.
  - Officiële eindstand Eredivisie (getal staat tussen haakjes vermeld)

Sinds de introductie van play-offwedstrijden voor Europees voetbal na afloop van de reguliere competitie in 2005/06, is de KNVB verplicht een eindstand van de Eredivisie door te geven aan de UEFA aan de hand van deze play-offwedstrijden.
Bij deze eindstand staan clubs die zich hebben gekwalificeerd voor Europees voetbal hoger dan clubs die zich niet wisten te kwalificeren. Indien er geen verschil was tussen de eindnotering en de officiële eindstand, staat dit getal niet vermeld.

- Onderafdeling

Hier staat afgekort de naam van de onderafdeling indien de club in dat jaar in een onderafdeling uitkwam. Tevens staat deze afkorting in de legenda en wordt gelinkt naar het artikel over deze onderafdeling. Deze afkorting wordt alleen vermeld wanneer de club in het verleden in verschillende onderafdelingen heeft gespeeld. Deze vermelding is in de staaf altijd in kleine letters. Deze onderafdelingen zijn na het seizoen 1995/96 afgeschaft. Heeft de club in slechts één onderafdeling gespeeld, dan is dit alleen terug te vinden in de legenda.
Onder de staaf staat het jaartal vermeld waarin het seizoen is afgesloten. 15 verwijst naar het seizoen 2014/15 of eventueel het seizoen 1914/15.
Wanneer een staaf leeg is, zijn deze gegevens niet bekend. Het kan ook zijn dat de club dat seizoen niet heeft meegespeeld op het hogere amateurniveau, vroegtijdig de competitie heeft verlaten of uit de competitie is gezet.

In het seizoen 1944/45 was er wegens de Tweede Wereldoorlog geen regulier competitievoetbal.